# علم الأحياء الرياضي والنظري
علم الأحياء الرياضي والنظري (بالإنجليزية: Mathematical and theoretical biology)‏ أو الرياضيات الحيوية (بالإنجليزية: Biomathematics)‏ هو فرع من فروع علم الأحياء يستخدم التحليل النظري والنماذج الرياضية والتجريدات للكائنات الحية للتحقيق في المبادئ التي تحكم بنية النظم وتطورها وسلوكها، على عكس علم الأحياء التجريبي الذي يتعامل مع إجراء التجارب لإثبات النظريات العلمية والتحقق منها. يُطلق على هذا المجال أحيانًا اسم البيولوجيا الرياضية أو الرياضيات الحيوية للتأكيد على جانب الرياضيات، وكذلك علم الأحياء النظري للتأكيد على الجانب البيولوجي. يركز علم الأحياء النظري أكثر على تطوير المبادئ النظرية لعلم الأحياء بينما يركز علم الأحياء الرياضي على استخدام الأدوات الرياضية لدراسة النظم البيولوجية، على الرغم من أن المصطلحين يتم تبادلهما في بعض الأحيان.
يهدف علم الأحياء الرياضي إلى التمثيل الرياضي ونمذجة العمليات البيولوجية، باستخدام تقنيات وأدوات الرياضيات التطبيقية. يمكن أن يكون ذلك مفيدًا في كل من البحث النظري والعملي. إن وصف الأنظمة بطريقة كمية يعني أنه يمكن محاكاة سلوكها بشكل أفضل، وبالتالي يمكن التنبؤ بخصائص قد لا تكون واضحة للمُجرب. هذا يتطلب نماذج رياضية دقيقة.
بسبب تعقيد النظم الحية، توظف البيولوجيا النظرية عدة مجالات في الرياضيات، وساهمت في تطوير تقنيات جديدة.

## اقرأ أيضا
- البيولوجيا الرياضياتية (كتاب)